# Tharrhalea fusca
Tharrhalea fusca là một loài nhện trong họ Thomisidae.
Loài này thuộc chi Tharrhalea. Tharrhalea fusca được Tord Tamerlan Teodor Thorell miêu tả năm 1877.